# Dreifachrahmkäse
Ein Dreifachrahmkäse ist ein Käse mit einem sehr cremigen Geschmack. Verursacht wird dies durch den Mindestfettgehalt von 75 Prozent und mehr in der Trockenmasse. Bei Doppelrahmkäse dagegen liegt der Fettgehalt über 60 und unter 75 %. 
Zur Herstellung dieser Käseart wird die Milch mit Rahm angereichert. Nicht gereifte Dreifachrahmkäse sind fast geruchlos mit einem weichen Teig von süßlich milden Geschmack. Trotz dieses sehr milden Geschmacks wird in der Regel Rotwein zu diesen Käsesorten getrunken.